# Davinson Sánchez
Davinson Sánchez Mina (ur. 12 czerwca 1996 w Caloto) – kolumbijski piłkarz, występujący na pozycji środkowego obrońcy, reprezentant Kolumbii, od 2023 roku zawodnik tureckiego Galatasaray. Srebrny medalista Copa América 2024. Brązowy medalista Copa América 2021. Uczestnik Mistrzostw Świata 2018 oraz Copa América 2019.

## Kariera klubowa
Sánchez pochodzi z miejscowości Caloto w departamencie Cauca, lecz jako dziecko przeprowadził się z rodziną do Medellín. Jest wychowankiem akademii juniorskiej krajowego giganta – klubu Atlético Nacional. Do pierwszej drużyny został włączony w wieku siedemnastu lat przez szkoleniowca Juana Carlosa Osorio i w Categoría Primera A zadebiutował 27 października 2013 w przegranym 0:1 spotkaniu z Boyacá Chicó. Przez kolejne dwa i pół roku był członkiem zespołu uznawanego za jeden z najlepszych w historii klubu, odnoszącego sukcesy zarówno na arenie krajowej, jak i międzynarodowej, lecz pełnił wyłącznie rolę głębokiego rezerwowego. W swoim premierowym sezonie Finalización 2013 zdobył pierwsze w swojej karierze mistrzostwo Kolumbii. Dołożył do tego również triumf w Copa Colombia, kompletując tym samym z Nacional krajowy dublet. Nie mniej owocny w sukcesy okazał się dla niego kolejny rok kalendarzowy; w wiosennym sezonie Apertura 2014 wywalczył drugi z rzędu tytuł mistrza Kolumbii (choć nie zagrał w żadnym meczu), zajął drugie miejsce w superpucharze kraju – Superliga Colombiana, a także dotarł do finału drugiego co do ważności turnieju Ameryki Południowej – Copa Sudamericana.
Sánchez w sezonie Finalización 2015 zdobył z Nacional – prowadzonym już przez Reinaldo Ruedę – swoje trzecie mistrzostwo Kolumbii, ponadto ponownie zajął drugie miejsce w Superliga Colombiana. Do tego momentu pełnił jednak w najlepszym wypadku rolę czwartego stopera drużyny, ustępując w hierarchii graczom takim jak Alexis Henríquez, Óscar Murillo czy Francisco Nájera. Dopiero odejście drugiego z wymienionych do Meksyku spowodowało, iż niespełna dwudziestolatek stworzył pewny duet stoperów z Henríquezem. W tej roli wywalczył superpuchar Kolumbii – Superliga Colombiana, a przede wszystkim triumfował w najbardziej prestiżowych rozgrywkach kontynentu – Copa Libertadores. Był to jeden z największych sukcesów w historii kolumbijskiej piłki, a sam zawodnik miał niepodważalne miejsce w wyjściowym składzie ekipy Ruedy, będąc uznawanym za jeden z największych talentów Ameryki Południowej. Jego świetne występy i wielki potencjał zaowocowały zainteresowaniem ze strony klubów europejskich.
W lipcu 2016 Sánchez za sumę pięciu milionów euro przeszedł do holenderskiego AFC Ajax. W ekipie z Amsterdamu zadebiutował w rozgrywkach Eredivisie, 13 sierpnia 2016 w zremisowanej 2:2 konfrontacji z Rodą JC, zaś premierowe gole strzelił 24 września tego samego roku w wygranym 5:1 meczu z PEC Zwolle, dwukrotnie wpisując się na listę strzelców. Od razu – mimo młodego wieku – wywalczył sobie pewną pozycję na środku obrony, tworząc duet z Nickiem Viergeveerem (okazyjnie z Matthijsem de Ligtem). W sezonie 2016/2017 zdobył z ekipą Petera Bosza wicemistrzostwo Holandii, a także dotarł do finału Ligi Europy UEFA. Sam został wybrany w oficjalnym plebiscycie najlepszym piłkarzem Ajaxu w całych rozgrywkach (nagroda im. Rinusa Michelsa), imponując warunkami fizycznymi, mobilnością i umiejętnym ustawianiem się na boisku.

## Kariera reprezentacyjna
W listopadzie 2011 Sánchez został powołany przez Harolda Riverę do reprezentacji Kolumbii U-15 na Mistrzostwa Ameryki Południowej U-15. Na urugwajskich boiskach pełnił rolę podstawowego zawodnika swojej kadry, pomagając jej uplasować się na drugim miejscu w rozgrywkach.
W marcu 2013 Sánchez znalazł się w ogłoszonym przez Riverę składzie reprezentacji Kolumbii U-17 na Mistrzostwa Ameryki Południowej U-17. Tam z kolei był rezerwowym i rozegrał dwa z czterech możliwych spotkań (tylko jedno w wyjściowym składzie), natomiast Kolumbijczycy spisali się poniżej oczekiwań – nie zanotowali żadnego zwycięstwa i odpadli z rozgrywanego w Argentynie turnieju już w pierwszej rundzie, nie kwalifikując się na Mistrzostwa Świata U-17 w ZEA.
W maju 2014 Sánchez w barwach reprezentacji Kolumbii U-20 prowadzonej przez Carlosa Restrepo wziął udział w prestiżowym towarzyskim Turnieju w Tulonie, gdzie zanotował jeden występ (na cztery możliwe), odpadając wraz z kadrą już w fazie grupowej. Siedem miesięcy później został powołany na Mistrzostwa Ameryki Południowej U-20 rozgrywane w Urugwaju. Tam miał pewne miejsce na pozycji stopera i jako lider ekipy rozegrał osiem z dziewięciu możliwych meczów (wszystkie w wyjściowym składzie), zajmując ze swoją reprezentacją drugie miejsce w turnieju. W maju 2015 znalazł się w składzie na Mistrzostwa Świata U-20 w Nowej Zelandii – tam ponownie był filarem drużyny Restrepo i wystąpił we wszystkich czterech spotkaniach w pełnym wymiarze czasowym, tworząc duet stoperów z Juanem Quintero. Kolumbijczycy zakończyli natomiast swój udział w młodzieżowym mundialu na 1/8 finału, minimalnie ulegając w nim USA (0:1).
W marcu 2016 Sánchez wystąpił w reprezentacji Kolumbii U-23 w obydwóch spotkaniach dwumeczu barażowego (od pierwszej do ostatniej minuty) o udział w Igrzyskach Olimpijskich w Rio de Janeiro. Olimpijska kadra prowadzona przez Restrepo wywalczyła ostatecznie awans, lecz sam zawodnik nie znalazł się w składzie na igrzyska.
W seniorskiej reprezentacji Kolumbii Sánchez zadebiutował za kadencji selekcjonera José Pekermana, 15 listopada 2016 w przegranym 0:3 meczu z Argentyną w ramach eliminacji do Mistrzostw Świata w Rosji.

## Sukcesy

### Atlético Nacional
- Mistrzostwo Kolumbii: Apertura 2013, Finalización 2013, Apertura 2014, Finalización 2015
- Puchar Kolumbii: 2012, 2013
- Superliga Colombiana: 2016
- Copa Libertadores: 2016